# Společenství obcí

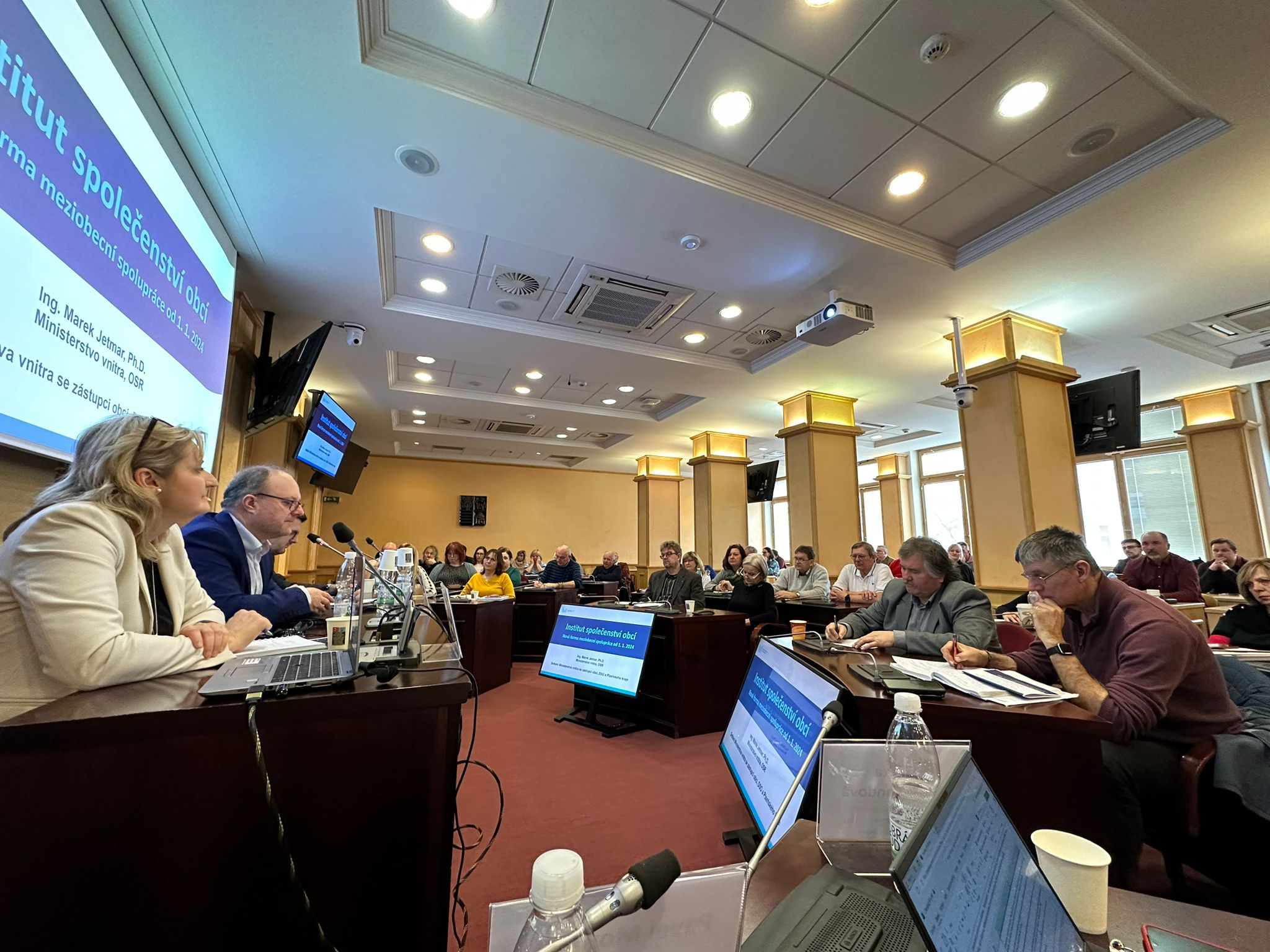
Prezentace Společenství obcí na Krajském úřadě Plzeňského kraje

Společenství obcí (s. o.) je v České republice s účinností od 1. ledna 2024 takový svazek obcí, který splňuje podmínky dané zákonem 128/2000 Sb., o obcích, ve znění novely č. 418/2023 Sb. Zatímco do svazku obcí může vstoupit libovolný počet obcí bez ohledu na jejich příslušnost k vyšším územním jednotkám v rámci státu a obec může být členem libovolného počtu svazků obcí, členství ve společenství obcí je výlučné, členy mohou být pouze obce z téhož správního obvodu obce s rozšířenou působností a zákon reguluje vytváření společenství obcí tak, aby byla dostatečně velká a aby jich nevznikalo příliš mnoho. Podstatným rozdílem společenství obcí oproti svazkům obcí obecně je, že na ně obce mohou přenášet nejen svoji samostatnou působnost, ale i přenesenou působnost. 

## Podmínky existence společenství obcí
Členy společenství obcí mohou být pouze obce nacházející se ve stejném správním obvodu obce s rozšířenou působností, což má sloužit k zachování principu skladebnosti správních území, a každá obec může být členem nejvýše jednoho společenství obcí. Svazek obcí musí mít alespoň 15 členů nebo musí být členy alespoň tři pětiny všech obcí ze správního obvodu obce s rozšířenou působností, jestliže do tohoto správního obvodu náleží méně než 25 obcí. 
Je stanoven nejvyšší přípustný počet společenství obcí v jednom správním obvodu obce s rozšířenou působností v závislosti na počtu obcí v daném správním obvodu ORP: 
- 1 společenství obcí v SO ORP s nejvýše 40 obcemi
- 2 společenství obcí v SO ORP s 41–60 obcemi
- 3 společenství obcí v SO ORP s 61–80 obcemi
- 4 společenství obcí v SO ORP s více než 80 obcemi

Nejvíce obcí (111) obsahoval v době přípravy zákona správní obvod ORP Znojmo.
V ministerském návrhu zákona z března 2023 byly limity navrženy odlišně, alespoň 20 členů nebo alespoň 3/5 obcí z SO ORP, do nějž náleží méně než 30 obcí, a byla zde ještě třetí varianta – že v členských obcích žije nejméně 60 % obyvatel správního obvodu. Tento návrh připouštěl pouze 1 společenství v SO ORP, nebo nejvýše dvě společenství v obvodech s více než 40 obcemi. Přijaté znění zákona nakonec počet obyvatel ani velikost obcí vůbec nezohledňuje a pracuje pouze s jejich počty. 
Svazku obcí přiznává postavení společenství obcí krajský úřad rozhodnutím na základě žádosti svazku obcí nebo ho svazek obcí nabude současně se svým vznikem. Údaj o postavení svazku obcí jako společenství obcí krajský úřad zapisuje do rejstříku svazků obcí. Název společenství obcí obsahuje označení „společenství obcí“, které může být nahrazeno zkratkou „s. o.“.
Pokud společenství obcí nesplňuje některou z podmínek po dobu 6 měsíců, je povinno do 30 dnů od uplynutí této doby podat krajskému úřadu návrh na zrušení postavení společenství obcí. Pokud tuto povinnost nesplní, vyzve krajský úřad společenství obcí ke splnění podmínek ve lhůtě alespoň 6 měsíců, a není-li ve stanovené lhůtě náprava zjednána, rozhodne o zrušení postavení společenství obcí i bez návrhu a současně rozhodně i o změně názvu svazku obcí tak, aby neobsahoval příslušné označení.
Zákon ovšem neobsahuje žádné ustanovení, na základě kterého by bylo možné upřít nebo odebrat z názvu slova „Společenství obcí“ těm svazkům obcí, které jej v názvu měly už předtím, než se stala označením speciálního statusu, například Společenství obcí Podkrkonoší nebo Společenství obcí Čertovo břemeno. 

## Orgány a způsob jednání
Nejvyšším orgánem společenství obcí je shromáždění starostů složené ze starostů členských obcí; starostu obce zastupuje místostarosta obce, případně starostou určený zástupce z řad členů zastupitelstva obce. Shromáždění starostů rozhoduje o všech záležitostech společenství obcí, pokud stanovy nesvěřují rozhodování jinému orgánu společenství obcí. Je mu vyhrazeno: 
- schvalovat strategii rozvoje společenství obcí,
- schvalovat rozpočet společenství obcí, střednědobý výhled rozpočtu společenství obcí, závěrečný účet společenství obcí a účetní závěrku společenství obcí sestavenou k rozvahovému dni,
- zřizovat trvalé a dočasné peněžní fondy společenství obcí,
- rozhodovat o přistoupení další obce do společenství obcí,
- rozhodovat o vyloučení obce ze společenství obcí,
- rozhodovat o zrušení a zániku společenství obcí,
- rozhodovat v záležitostech stanovených zvláštním právním předpisem.

V čele shromáždění starostů stojí předseda, který je statutárním orgánem společenství obcí. Předsedu zastupuje místopředseda, případně více místopředsedů. Předseda a místopředseda jsou voleni shromážděním starostů z řad jeho členů. Je-li zvoleno více místopředsedů, určí shromáždění starostů, v jakém pořadí zastupují předsedu.

## Činnost
Společenství obcí může nad rámec činností svazků obcí zajišťovat koordinaci veřejných služeb na území členských obcí a strategický rozvoj tohoto území; za tímto účelem  zpracovává strategii rozvoje společenství obcí, kterou schvaluje shromáždění starostů třípětinovou většinou všech svých členů. 
Zvláštní zákon může společenstvím obcí uložit nebo dovolit i další činnosti. 
Náměstek ministra pro místní rozvoj Radim Sršeň zmínil jako jednu z oblastí vhodných ke sdílení odpadové hospodářství, které málokterá z malých obcí je schopna řešit sama. Ministerstvo pro místní rozvoj chce podle něj obce motivovat například speciálními dotacemi společenstvím obcí na sdílenou komunální techniku. Výhledově by podle něj společenství obcí mohla zakládat například sdílené školy, které by měly sdíleného ředitele a mohly by si     vyměňovat učitele, účetní, společně řešit nákupy a zakázky nebo řešit stravování. IDnes.cz k tomu připomněla, že od roku 2005 existuje institut svazkové školy, školského zařízení zřizovaného dobrovolným svazkem obcí.

## Létající úředník
Členská obec společenství může na základě stanov společenství a dohody mezi společenstvím obcí a členskou obcí zajišťovat výkon správních činností prostřednictvím zaměstnance společenství obcí. Ministerstvo vnitra při propagaci právní úpravy používalo pro tohoto pracovníka neformální označení „létající úředník“, které převzali i novináři. 
Tímto způsobem lze na tohoto zaměstnance společenství přenášet pouze ty přenesené působnosti, které zákon svěřuje všem obecním úřadům (úřadům tzv. obcí I. stupně). Působnosti pověřených obecních úřadů a úřadů obcí s rozšířenou působností na zaměstnance společenství přenášet nelze. Rovněž na něj nelze přenášet přenesenou působnost podle volebních zákonů. 
Návrh zákona vycházel z toho, že sice každá obec má odborníka, ale hlavně malé obce nemají odborníky na všechno. Návrh vycházel z toho, že například odborník na přestupkové řízení bude pomáhat více obcím, podobně jako třeba odborník na povolení kácení dřevin. Neměly tedy vzniknout žádné náklady ani úředníci navíc.
Zaměstnanec společenství obcí vykonávající tyto správní činnosti má postavení úředníka územního samosprávného celku zařazeného do obecního úřadu a vztahují se na něj stejné podmínky a povinnosti ohledně odbornosti, vzdělávání apod. Oprávnění stanovit a ukládat zaměstnanci společenství obcí pracovní úkoly, organizovat, řídit a kontrolovat jeho práci a dávat mu k tomu účelu závazné pokyny má tajemník obecního úřadu; ostatní práva a povinnosti zaměstnavatele vykonává vůči tomuto zaměstnanci společenství obcí.

## Uplatnění zákona
iDnes.cz v polovině února 2024 jako jedno z prvních společenství obcí zmínila Voticko, společenství 15 obcí ve Středočeském kraji, vzniklé z dosavadního mikroregionu Voticko. Starosta jedné z členských obcí, Viktor Liška, je shodou okolností předsedou Asociace dobrovolných svazků obcí. Jako jeden z příkladů agendy společenství Voticko uvádí společný postup vůči developerům a agentům s větrnými elektrárnami, kteří obcházejí obce, nebo sdílená kompostárna.
Vestec v okrese Praha-západ by o vstup do společenství zájem měl, ale obcí se k tomu sešlo pouze 11 a nemají koho dalšího připojit. Usilují proto o novelizaci zákona, aby se minimální  počet obcí ve společenství snížil na deset.